# 平野克彦
平野 克彦（ひらの かつひこ、1963年5月30日 - ）は、神奈川県出身の俳優。

## 出演作品
- 高校聖夫婦 第5話「破局」（1983年）
- 愛と感動の実話・さよなら盲導犬ベルナ（1998年）
- 土曜ワイド劇場 警視庁女性捜査班 第1作「金曜日の暴行魔」（1999年）
- スキッと一心太助 第10話（1999年）
- サラリーマン金太郎 第8話「俺、族議員の疑惑を暴くス!」（2002年）
- 慶次郎縁側日記
  - 第1シリーズ 第1話・第2話（2005年）
  - 第2シリーズ 第1話・第2話（2005年）